# 衛星哨兵

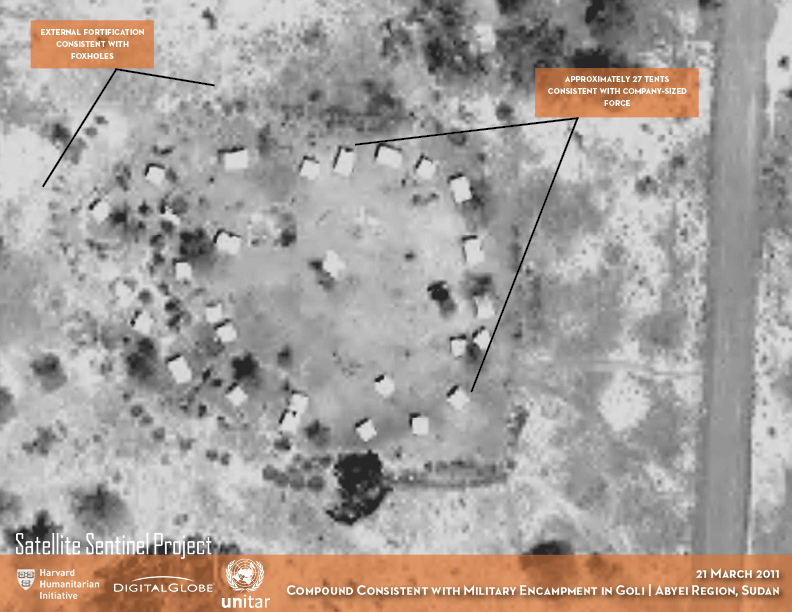
Evidence of Northern-aligned forces deployed to Abyei Region, Sudan
(21 March 2011)

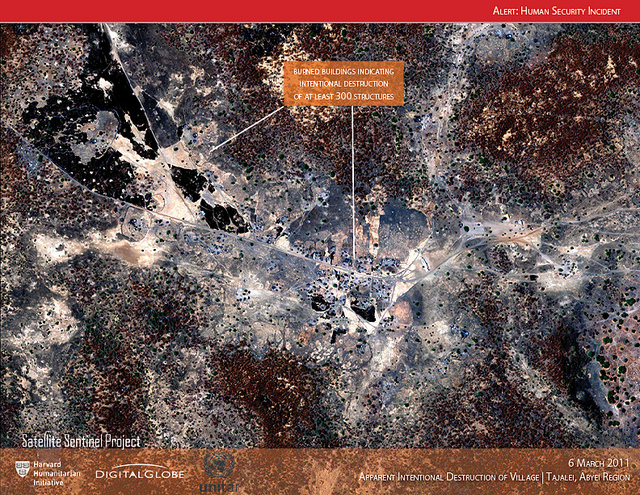
蘇丹Tajalei萬人塚的衛星影像
(6 March 2011)

衛星哨兵計畫（Satellite Sentinel Project）由喬治·克隆尼與约翰·普伦德加斯特（John Prendergast）在2010年十月造訪南蘇丹後發想，透過衛星影像分析，衛星哨兵計畫旨在即早向國際提出大規模反人權行動的警告，吸引國際注意並即早反應以阻止大規模反人權行為擴大。

## 活動
衛星哨兵計畫近來製作蘇丹與南蘇丹邊境衝突有關的報告，由DigitalGlobe提供衛星影像與分析。該組織再將報告提供給Enough Project，向立法者施壓。
2011年，衛星哨兵計畫偵測到位於南蘇丹南科爾多凡省有新挖的萬人塚，而蘇丹的民兵遭指控涉及屠殺行為。衛星哨兵計畫是第一個提供證據以證明蘇丹數個村莊遭屠殺並夷平的單位，並指出八個可疑的萬人塚地點。

## 組織與募款
坐視要管組織提供種子基金以啟動衛星哨兵計畫。Enough Project提供田野調查、政治分析與傳播策略，此三個組織共同策劃向美國立法者施壓，促使其發動公眾力量。谷歌與Trellon, LLC共同協助其網頁設計.

## 批評
一位田野調查派的學者批評，有許多其他更便宜的科技與方式，在預防大規模反人權少能更有效的達到更佳的效果。

## 外部連結
- 官方网站